# Adolf Bernhard von Merveldt
Adolf Bernhard von Merveldt (* 26. August 1657; † 5. Februar 1737) war Domherr in Münster und Assessor der Landpfennigkammer.

## Leben

### Herkunft und Familie
Adolf Bernhard von Merveldt zu Westerwinkel wuchs als Sohn des Dietrich Hermann II. von Merveldt zu Westerwinkel und seiner Gemahlin Hedwig Anna Sophia von Westerholt zu Lembeck (1657–1737) zusammen mit seinen Geschwistern Dietrich Burchard, Goswin Hermann, Hedwig Anna (1650–1698, ⚭ mit Dietrich Ludolph von Galen) und Anna Margaretha Maria (1655–1729, Kanonisse im Stift Nottuln) in der uralten westfälischen Adelsfamilie von Merveldt auf.

### Werdegang und Wirken
Mit dem Erhalt der Tonsur am 19. Mai 1674 wurde Adolf Bernhard auf ein geistliches Leben vorbereitet. Er studierte in den Jahren 1675 bis 1679 in Rom. Durch den Turnar erhielt er im Jahre 1683 eine Dompräbende in Münster. Am 24. Juli 1697 wurde er zum Assessor der Landpfennigkammer ernannt. Adolf Bernhard besaß die Obödienzen Leppering und Averbeck. Am 6. Juni 1702 wurde er Archidiakon in Stadtlohn. 1718 bzw. 1719 bewarb er sich erfolglos um die Stelle des Koadjutors des Fürstbischofs Franz Arnold. Am 15. September 1724 erhielt er das Archidiakonat Albersloh mit der dazugehörigen Domkantorei. Nach einer erfolglosen Bewerbung um das Amt des Dompropstes in Münster wurde er Propst in Xanten. Hier blieb er bis zum Verzicht auf dieses Amt und Übergabe an seinen Neffen Maximilian Heinrich Burchard.
Adolf Bernhard ist im Dom zu Münster begraben.